# Boston Harbor (település)
Boston Harbor az Amerikai Egyesült Államok északnyugati részén, Washington állam Thurston megyéjében elhelyezkedő önkormányzat nélküli település.
A Priest Point és Burfoot parkok között elhelyezkedő település a Boston Harbor-i kikötő otthona.
A Boston Harbor High School ma az Olympiai Tankerület fennhatósága alá tartozik.

## Fordítás
- Ez a szócikk részben vagy egészben  a   Boston Harbor, Washington című angol Wikipédia-szócikk ezen változatának fordításán alapul.  Az eredeti cikk szerkesztőit annak laptörténete sorolja fel. Ez a jelzés csupán a megfogalmazás eredetét és a szerzői jogokat jelzi, nem szolgál a cikkben szereplő információk forrásmegjelöléseként.